# 土门镇 (仪陇县)
土门镇，是中华人民共和国四川省南充市仪陇县下辖的一个乡镇级行政单位。

## 行政区划
土门镇下辖以下地区：
土门铺社区、三汊河村、侯家桥村、作坊沟村、三层洞村、白鹤岭村、海溪寺村、郭家沟村、小营湾村、双包梁村、雁家坝村、桂花树村、石垭豁村、魏家湾村、石牌坊村、蜡池垭村、大龙泉村、文家寨村、田家沟村、农场坝村、陡嘴子村、汪家坝村、险岩子村、猪山坡村、道金庵村和东风村。